# Giovanni Rosselli
Giovanni Rosselli (fl. XVI secolo) è stato un cuoco e scrittore francese.
Fu cuoco al servizio del condottiero Giampaolo Baglioni e poi di papa Paolo III.

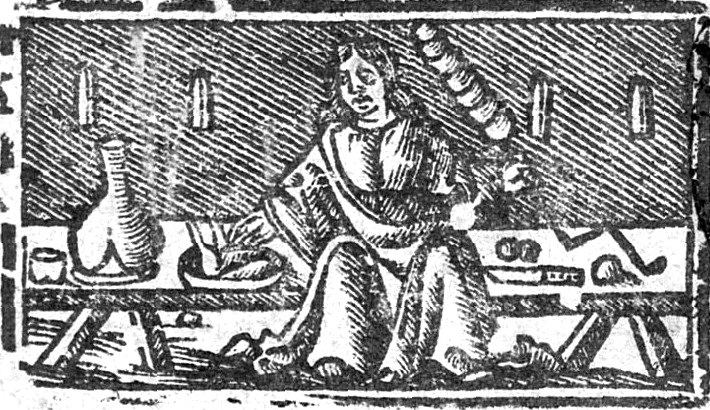
Rosselli - Epulario, 1643

Fu inoltre autore di un manuale di cucina, l'Opera nova chiamata Epulario, pubblicato per la prima volta nel 1516 e che ebbe circa 17 riedizioni in italiano e francese. L'opera, tuttavia, presenta molte ricette ricondotte al Maestro Martino da Como, senza che ne venga specificata la provenienza.